# Карпова, Елена Викторовна
Еле́на Ви́кторовна Ка́рпова (род. 14 июня 1980 года, Ленинград, СССР) — российская профессиональная баскетболистка, экс-игрок национальной сборной России. Играла на позиции лёгкого форварда. Заслуженный мастер спорта России.
Окончила ГАФК им. П.Ф. Лесгафта.

## Достижения

### За сборную России
Находилась в составе сборной России с 1998 по 2006 год.
- Бронзовый призёр Олимпийских игр 2004
- Серебряный призёр чемпионата мира 2006
- Серебряный призёр чемпионатов Европы: 2001, 2005
- Чемпионка Европы среди юниоров 2000
- Серебряный призёр чемпионата Европы среди юниоров 1999
- Чемпионка Европы среди кадетов 1995

### За клубы
- Обладательница Кубка Ронкетти 2002 (за  «Фамила (Скио)»)
- Чемпион Польши: 1997 и 1999 (за  «Гдыня»)

## Награды
Награждена медалью ордена «За заслуги перед Отечеством» II степени (3 октября 2006 года).